# Frank Zummo
Frank Cynthia Zummo (2 de julio de 1978, Long Island, Nueva York, es un músico y baterista estadounidense, conocido por ser el baterista, de la banda de punk rock Sum 41 y de Street Drum Corps.

## Carrera profesional
Se unió a Sum 41 en 2015, tras la salida del miembro fundador y anterior baterista Steve Jocz en 2013. También ha tocado batería para varias otras bandas, tanto como miembro de tiempo completo y músico de sesión, incluyendo Thenewno2, Thestart, Julien-K, Dead By Sunrise, krewella, SDC y tocando  en algunas ocasiones en Mötley Crüe en directo en el 2009.
En 2021, junto a Virtual Riot y Modestep, lanzó el sencillo "This Could Be Us" bajo el sello discográfico Disciple, el cual posteriormente estaría en el álbum "Simulation" de Virtual Riot, el sencillo alcanzaría más de 630,000 visualizaciones en YouTube y más de 3,000,000 de reproducciones en Spotify.
En 2022, junto a Ray Volpe, participó en el EP llamado "Legend Of The Volpetron", esto en la 3.ª canción llamado "Afterlife (I´ll Dream Of You)" consiguiendo más de 100,000 reproducciones en Spotify.

## Discografía
Con Street Drum Corps
- Street Drum Corps (2006)
- We Are Machines (2008)
- Big Noise (2010)
- Children Of The Drum (2012)

Con La Esfinge
- El Cantar de la Muerte (2014) - músico sesionista

Con Sum 41
- 13 Voices (2016)
- Order In Decline (2019)
- Heaven :x: Hell (2024)